# Ruy Eugénio Pinto
Ruy Eugénio Marques da Cunha Moreira de Carvalho Pinto (Lisboa, 1 de Agosto de 1924-  Lisboa, 24 de Junho de 2009), foi um bioquímico português, que dirigiu desde 1996 até 2009 o Instituto Rocha Cabral e a quem se deve a criação da primeira licenciatura em Bioquímica em Portugal, na Faculdade de Ciências da Universidade de Lisboa.

## Vida e obra
Licenciou-se em Físico-Químicas em 1953 na Faculdade de Ciências da Universidade de Lisboa. Entre 1951 e 1953 fez o estágio de investigação da licenciatura subordinado ao tema "Estudo da urease em vários tipos de feijão" sob orientação do Prof. Kurt Jacobsohn. Em 1957, depois de concluir uma pós-graduação de especialização em bioquímica na Universidade de Oxford, trabalhou em investigação no Departamento de Bioquímica desta universidade sob orientação do Prof. Sir Hans Krebs.
Bioquímico, Pioneiro da Bioquímica em Portugal - 1924/2009
Natural de Lisboa, o bioquímico Ruy Eugénio Carvalho Pinto há cerca de 50 anos descobriu que a oxidação do glutationo em sistemas biológicos é um processo enzimático, em trabalho de investigação sob convite e supervisão do Prof. Sir Hans Krebs (Prémio Nobel) na Universidade de Oxford, e foi o primeiro a descrever o ciclo de oxidação-redução do glutationo, Ciclo GSH GSSG, também conhecido por Ciclo de Pinto & Bartley, em 1969. Os seus trabalhos ajudaram a criar a base de uma área nova de investigação em Bioquímica, a regulação redox de sistemas biológicos. Desenvolveu investigação experimental e teórica na Bioquímica do oxigénio, do enxofre e do selénio. Estudioso e conhecedor da História e da Filosofia das Ciências.
Professor catedrático jubilado de Bioquímica da Faculdade de Ciências da Universidade de Lisboa, doutorado em Química pela Universidade de Lisboa e em Bioquímica (Ph.D) pela Universidade de Sheffield em Inglaterra e fundador do curso de Bioquímica da Faculdade de Ciências da Universidade de Lisboa.
Foi tambem o fundador da Bioquimica Teorica em Portugal.
Desde 1996 exerceu as funções de Director Científico do Instituto Rocha Cabral e investigador da Secção de História e Filosofia das Ciências do mesmo instituto.
Antifascista de longa data e militante do Partido Comunista Português nos últimos 35 anos.
Era viúvo de Mª Fernanda Carvalho Pinto, também licenciada em Ciências Físico-Químicas, apoio fundamental do seu percurso de vida e científico.
A pintura foi outra paixão que o acompanhou ao longo de toda a sua vida, considerando-se um pintor amador, em sentido literal. Em 2002 realizou-se na FCUL uma exposição de alguns dos seus trabalhos.

## Principais publicações
Teses
- Contribuição para o estudo da glutationa. Oxidação-redução em homogenatos hepáticos. Universidade de Lisboa, 1966
- Studies of the changes in the activities of glutathione reductase and glutathione peroxidase and the aerobic oxidation of reduced glutathione by liver. University of Sheffield, 1969

Capítulos de livros
- Marinho, H.S. & Pinto, R.E. Alguns aspectos da Química Orgânica com interesse em Bioquímica. in Bioquímica (Halpern, M.J. ed.), pp.25-42, Porto: Lidel, 1997
- Pinto, R.E. & Marinho, H.S. Breve História da Bioquímica. in Bioquímica (Halpern, M.J. ed.), pp.13-23, Porto: Lidel, 1997
- Alves, R.; Antunes, F.; Salvador, A. & Pinto, R.E. Bioenergética: Termodinâmica e cinética em Bioquímica. in Bioquímica (Halpern, M.J. ed.), pp.295-317, Porto: Lidel, 1997
- Alves, R.; Antunes, F.; Salvador, A. & Pinto, R.E. Regulação Metabólica. in Bioquímica (Halpern, M.J. ed.), pp.295-317, Porto: Lidel, 1997

Artigos em revistas
- Sur la fermentation de l'acide itaconique par des homogénats hépatiques. Comptes Rendues des Scéances de la Société de Biologie, tome CLIV, Número 1, 1960, pp.226-229 (em colaboração com K.Jacobsohn e M.D.Azevedo)